# Herbert von Schinkel
David Herbert von Schinkel, född 2 november 1902 i Rytterne församling i Västmanlands län, död 23 augusti 1977 i Lausanne i Schweiz, var en svensk officer i Armén och senare flygvapnet.

## Biografi
von Schinkel blev fänrik i arméns reserv 1926. Han befordrades till underlöjtnant 1929, löjtnant 1931, till kapten i flygvapnet 1938, till major 1945, till överstelöjtnant 1948 och till överste 1952.
Herbert von Schinkel inledde sin militära karriär vid Livregementet till häst (K 1) i armén. 
År 1929 utbildade han sig till fältflygare. År 1938 övergick han till flygvapnet, där han även utnämndes till kapten. 
Åren 1945–1946 var han chef för Försökscentralen (Fc). År 1946 tjänstgjorde han en kortare tid vid Flygstaben, innan han tjänstgjorde som flygattaché i Washington fram till 1952. 
Åren 1955–1957 var han tillförordnad chef för Östra flygbasområdet (Flybo O). von Schinkel avgick 1957, med överstes rang.

### Familj
Herbert von Schinkel tillhörde ätten von Schinkel men som yngre son utan att själv vara adlig. Han var gift fyra gånger: första gången 1929–1935 med Gunilla Flach (1906–1983), andra gången 1938–1942 med Elisabet Lambert-Meuller (1920–2000), tredje gången 1942–1946 med Anne-Margrethe Björlin (1921–2006) och fjärde gången från 1952 med Margareta Gullander (född 1927).

## Utmärkelser
- Riddare av Svärdsorden, 1946.[2]
- Riddare av Vasaorden, 1949.[3]